# Pichelssee
Der Pichelssee ist ein Gewässer im Berliner Bezirk Spandau, Ortsteil Pichelsdorf. Er ist eine beiderseitige Ausbuchtung der Havel, kurz bevor diese in Berlin-Spandau in die Seenstrecke der Havel mündet. Der See ist damit auch Bestandteil der kanalisierten Havel-Wasserstraße.

## Geschichte, Bebauung, Beschreibung
Der Pichelssee ist in Folge der jüngsten Eiszeit zusammen mit den Flüssen und weiteren Endmoränenablagerungen entstanden. Wegen seiner gerundeten Form hieß er lange Zeit Der Sack. Erst mit der Entstehung des Ortes Pichelsdorf erhielt er seinen jetzigen Namen. Er ist dicht mit Wohngrundstücken umgeben und mit zahlreichen Bootsstegen ausgestattet. Auf der Ostseite des Sees erstreckt sich eine bewaldete Halbinsel, die den Namen Pichelswerder erhielt und später als Naturschutzgebiet ausgewiesen wurde.
Im gerundeten westlichen Uferbereich entstand im 19. Jahrhundert nach einem Starkregen eine kleine Schwemminsel aus Schlamm, Fischen und Muscheln, die zu Teilen bald wieder versank. Der verbliebene Teil verschmolz mit dem Ufer und weitete es. Wegen des damaligen Seenamens nennen die Einheimischen dieses Ereignis auch das Pichelsdorfer Sackwunder, es führte sogar zu einem Zustrom von neugierigen Ausflüglern.

## Nutzung
Havel samt Pichelssee bilden einen viel befahrenen Schifffahrtsweg. Der See selbst wird gern zum Segeln genutzt, hier wurde eine Marina eingerichtet, auch einen Bootsverleih gibt es.
Auf der Ostseite von Pichelswerder liegt der Stößensee, westlich der Bebauung bildet die Scharfe Lanke ein weiteres Gewässer im Ortsteil.
Die Straße, die von Alt-Pichelsdorf südwärts bis an die Havel führt und die Siedlung von Nord nach Süd erschließt, erhielt ihren Namen nach dem See: Am Pichelssee. Hier befindet sich eine DLRG-Wachstation. Seit den 1980er Jahren laden Thermen Besucher ein.
Die IG Metall betreibt am Pichelssee eine Bildungsstätte.
Freizeitangler und Berufsfischer nutzen den Fischbesatz des Sees. Nachgewiesen wurden u. a. Aale, Aland, Barsch, Brassen, Döbel, Giebel, Gründling, Güster, Hecht, Karpfen, Kaulbarsch, Rapfen, Rotauge, Rotfeder, Schleie, Stichlinge, Ukelei, Wels und Zander.
Die Halbinsel Pichelswerder ist ein ausgewiesenes Hundeauslaufgebiet, das sogar einen Hundebadestrand bereithält.